# Крістін Бауер
Крістін Бауер ван Стратен (англ. Kristin Bauer van Straten, нар. 26 листопада 1966, Расін, Вісконсин) — американська акторка кіно і телебачення, відома за роллю Пем в популярному телесеріалі «Справжня кров».

## Біографія
Крістін Бауер народилася в місті Расін, штат Вісконсин, в родині Ральфа і Сари Нойбауер. Її родина має німецьке коріння. Батько Крістін був першокласним наїзником і завзятим колекціонером зброї, мати — домогосподаркою, що займається благодійністю. Будучи дитиною Крістін займалася спортом і захоплювалася верховою їздою і стрільбою з пістолетів, як і батько. У 1984 році вона закінчила The Prairie School в рідному місті.
У юні роки Бауер захоплювалася живописом, що згодом привело її до навчання цього мистецтва в Бостоні, Сент-Луїсі та Нью-Йорку. Але в кінці Крістін вирішила стати актрисою й переїхала для цього в Лос-Анджелес в 1994 році, де і проживає досі. Крістін як і раніше захоплюється живописом, серед її робіт переважають портрети. Крім мистецтва Крістін захоплюється карате. Також вона співпрацює з компанією Liz Vassey, що виробляє футболки з гумористичним малюнком.
Крістін також займається благодійністю. Вона бере участь у різних заходах щодо порятунку і збереженню популяції китів, а також з порятунку диких і домашніх тварин, деяких з яких після порятунку Крістін залишила у своєму будинку. До цих рятувальним акціям Бауер залучає і своїх колег по роботі.
У 2009 році 1 серпня, під час зйомок серіалу «Справжня кров», Крістін вийшла заміж за південно-африканського музиканта Абри ван Страта. Церемонія проходила на фермі батьків Крістін у Вісконсині. Чоловік Крістін є гітаристом і вокалістом групи « Lemmings», який у 2009 році випустив свій перший сольний альбом. Після весілля Крістін взяла собі подвійне прізвище Бауер ван Статен.
Крістін дотримується вегетаріанського способу життя.

## Кар'єра
У 1995 році Крістін отримала свою першу постійну роль в серіалі «The Crew». Інші повторювані ролі були в серіалах «Абсолютна безпека», «That's Life» та «Hidden Hills».
Найбільш відома роль на цей час у кар'єрі Крістін, це роль порнозірки у фільмі «Танці в" Блакитний ігуані "», що вийшов на екрани у 2000 році. Також у 2004 вона знялася в картині «50 перших поцілунків», за участю Адама Сендлера. У мультсеріалі «Ліга справедливості» Крістін озвучила супергероїню Міру.
Крістін знялася в багатьох серіалах як запрошена зірка. Також вона грала в таких популярних телесеріалах, як «Усі люблять Реймонда», «Темний ангел», «Два з половиною чоловіки», «Зоряний шлях: Ентерпрайз», «Клава , давай!», «CSI Місце злочину», «Відчайдушні домогосподарки», «Кістки» та багатьох інших.
Але самої колоритною на цей час є роль вампіра Пем Ровенкрофт в телесеріалі «Справжня кров», яку Крістін отримала у 2008 році.
У 2012 році знялася в кліпі Слеш на пісню «Gotten».

## Фільмографія

### Фільми
| Рік  | Назва українською    | Оригінальна назва | Роль                 |
| ---- | -------------------- | ----------------- | -------------------- |
| 1995 | Блиск слави          | Glory Daze        | Діна                 |
| 2004 | 50 перших поцілунків | 50 First Dates    | пожежниця            |
| 2016 | Нічні звірі          | Nocturnal Animals | Саманта Ван Гельсінг |

### Телебачення
| Рік        | Назва українською                    | Оригінальна назва                            | Роль                                    |
| ---------- | ------------------------------------ | -------------------------------------------- | --------------------------------------- |
| 1993       | Зоряний шлях: Глибокий космос 9      | Star Trek: Deep Space Nine                   | блондинка                               |
| 1994       | Коломбо                              | Columbo                                      | Сьюзі Ендікотт                          |
| 1994       | Лоїс і Кларк: Нові пригоди Супермена | Lois & Clark: The New Adventures of Superman | місіс Луміс                             |
| 1996       | Сайнфелд                             | Seinfeld                                     | Джилліан                                |
| 1997       | Усі люблять Реймонда                 | Everybody Loves Raymond                      | Ліза                                    |
| 1998       | Острів фантазій                      | Fantasy Island                               | Тамара Стівенс                          |
| 1998       | Чиказька надія                       | Chicago Hope                                 | Мелоді Какачі                           |
| 2000       | Темний ангел                         | Dark Angel                                   | Лідія Меєрсон                           |
| 2001       | Журнал мод                           | Just Shoot Me!                               | Еллі                                    |
| 2001― 2003 | Ліга Справедливості                  | Justice League                               | Мера                                    |
| 2003       | Два з половиною чоловіки             | Two and a Half Men                           | Лаура                                   |
| 2005       | Зоряний шлях: Ентерпрайз             | Star Trek: Enterprise                        | лейтенант Ланет                         |
| 2005       | CSI: Місце злочину                   | CSI: Crime Scene Investigation               | Кенлі Джонсон                           |
| 2005       | Юристи Бостона                       | Boston Legal                                 | Торі Пайнс                              |
| 2006       | Розслідування Джордан                | Crossing Jordan                              | Моллі Грін                              |
| 2006       | Відчайдушні домогосподарки           | Desperate Housewives                         | Вероніка                                |
| 2006       | Мертва справа                        | Cold Case                                    | Паула '04/'06                           |
| 2007       | Кістки                               | Bones                                        | Джанель Стінсон                         |
| 2008― 2014 | Справжня кров                        | True Blood                                   | Памела «Пем» Рейвенскрофт               |
| 2009       | Приватна практика                    | Private Practice                             | Сусанна                                 |
| 2011― 2015 | Якось у казці                        | Once Upon a Time                             | Малефісента                             |
| 2013       | Якось в країні чудес                 | Once Upon a Time in Wonderland               | Малефісента                             |
| 2019       | Адам руйнує все                      | Adam Ruins Everything                        | Виконавчий директор телевізійної мережі |